# Havstenssund
Havstenssund is een plaats in de gemeente Tanum in het landschap Bohuslän en de provincie Västra Götalands län in Zweden. De plaats heeft 172 inwoners (2005) en een oppervlakte van 31 hectare. Havstenssund ligt op het uiterste punt van het schiereiland Tanumsnäset of Havtenssundshalvön, op een afstand van 7 km ten noordwesten van Grebbestad. Vroeger werd de plaatsnaam ook wel gespeld als: Hafstensund en Havstensund.
Havstenssund is oorspronkelijk een vissersplaats; vandaag de dag zijn nog enkele trawlers en kreeftenvissers over. In de voorzomer wordt er op makreel gevist en in de nazomer op kreeft door zowel beroeps- als sportvissers. De verkoop en verhuur van boten is een belangrijke vorm van werkgelegenheid in de plaats. Ook werken veel mensen die in de plaats wonen in andere plaatsen.
Bij de invalsweg naar de plaats ligt de kapel Havstenssunds kapell.

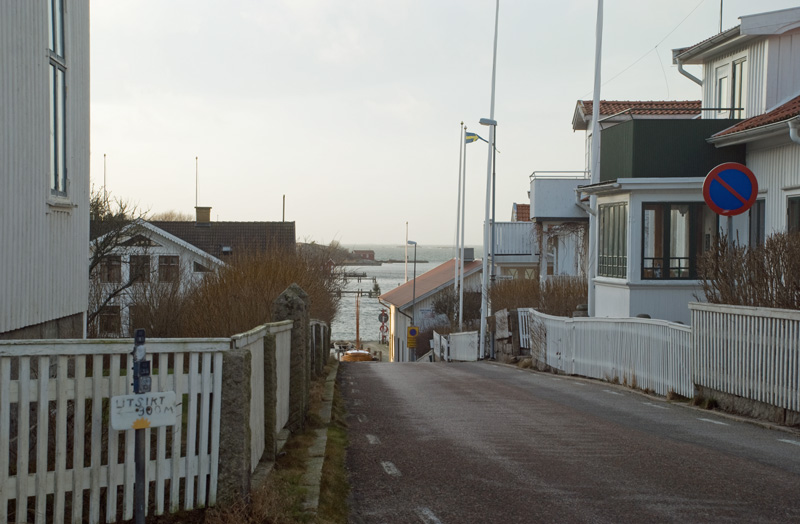
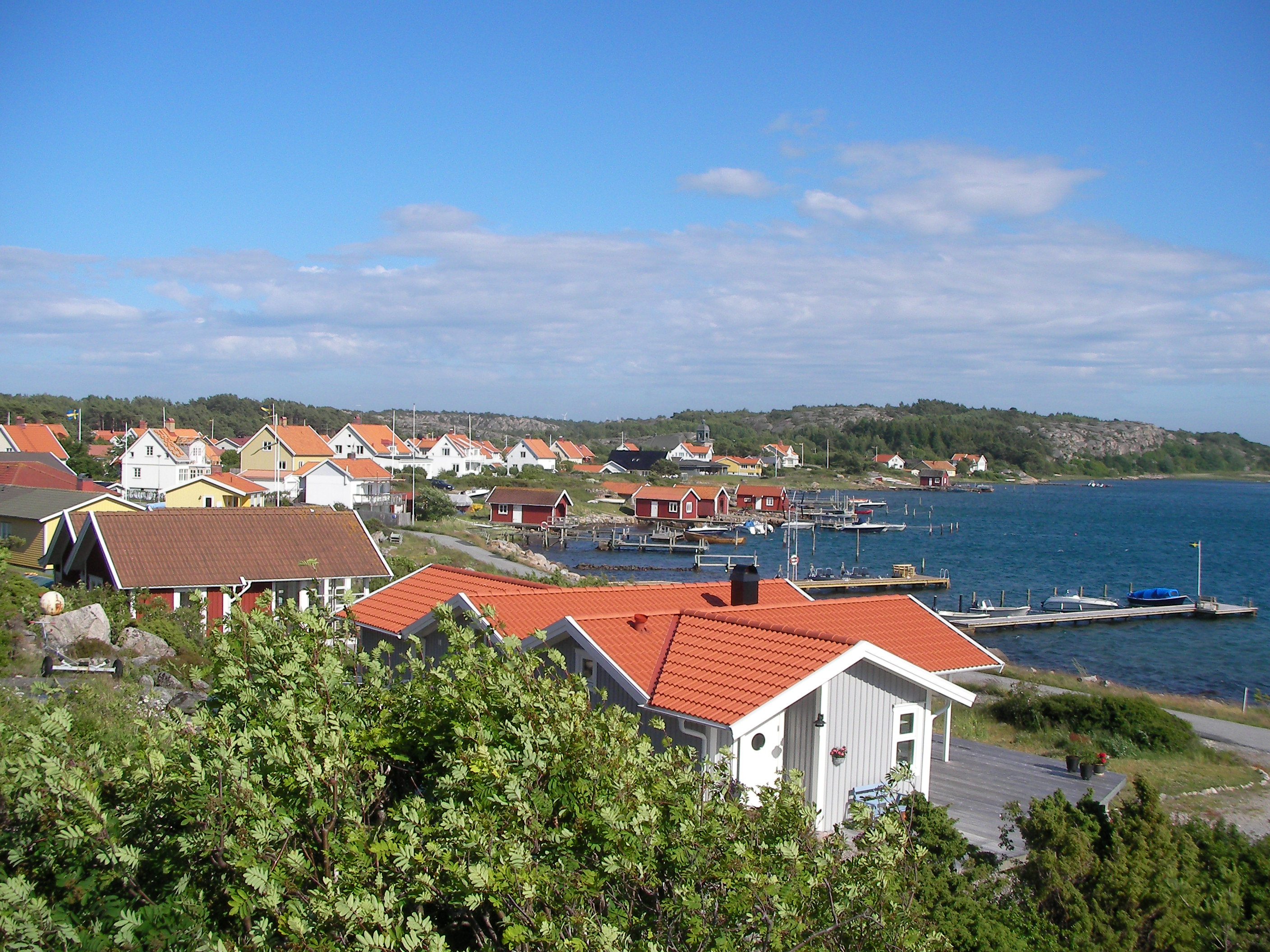